# صولجية متعرجة
صولجية متعرجة أو جنبة مخروطية وورسيستر (الاسم العلمي: Leucadendron flexuosum)، هي شجيرة حاملة للأزهار تنتمي إلى جنس الصولجية وتشكل جزءًا من فنبوس. النبات موطنه الكيب الغربية، حيث يوجد في وادي نهر بريدي بالقرب من وورسيستر.